# Ban Vongxay
Ban Vongxay – wieś położona w południowo-wschodnim Laosie, w prowincji Attapu, w dystrykcie Phouvong.